# Енджел Олсен
Енджел Олсен (англ. Angel Olsen; справжнє ім’я Анджеліна Марія Керролл; 22 січня 1987) — американська співачка, авторка пісень і музикантка.
На сьогодні Олсен випустила шість студійних альбомів: Half Way Home (2012), Burn Your Fire for No Witness (2014), My Woman (2016), All Mirrors (2019), Whole New Mess (2020) і Big Time (2022).
Pitchfork порівняв її з такими виконавцями, як The Cure, Cocteau Twins і Siouxsie and the Banshees, відзначаючи, що вона створила темний дрим-поп, який бореться з тривогою.

## Ранні роки та освіта
Енджел Олсен народилася 22 січня 1987 року в Сент-Луїсі, штат Міссурі. У три роки була усиновлена прийомною сім’єю — її прийомні батьки були людьми старшого віку.
Попри раннє підліткове прагнення стати «зіркою естради», її інтереси пізніше змінилися в старшій школі. Олсен стала більш інтровертною, регулярно відвідувала шоу панк-року та нойз-музики в Lemp Neighborhood Arts Center і Creepy Crawl, а також християнські рок-шоу по всьому місту. Вона почала навчатися гри на фортепіано та гітарі, писати власну музику. У віці 16 років приєдналася до місцевої групи під назвою Good Fight, яку учасники називали «зустріччю раннього No Doubt і панк-року». Через два роки після закінчення християнської середньої школи Тауер-Гроув Олсен переїхала до Чикаго.

## Кар’єра

### 2011–2014:Strange CactiтаHalf Way Home
Олсен випустила дебютний EP Strange Cacti у 2011 році та дебютний студійний альбом Half Way Home у 2012 році на Bathetic Records. Крім роботи з Bonnie "Prince" Billy and the Cairo Gang, Олсен співпрацювала з низкою інших відомих діячів американського інді-року, включаючи Тіма Кінселлу з Cap'n Jazz, Лероя Баха з Wilco та Кас МакКомбс. Її співпраця з Кінселлою і Бахом, а також з чиказьким поетом Марвіном Тейтом привела до альбому Tim Kinsella Sings the Songs of Marvin Tate Лероя Баха за участю Олсен, який група випустила на лейблі Joyful Noise Recordings в Індіанаполісі 3 грудня 2013 року.

### 2014–2017:Burn Your Fire for No WitnessіMy Woman
Олсен підписала контракт з Jagjaguwar напередодні альбому Burn Your Fire for No Witness, який був випущений 17 лютого 2014 року. Заключний трек альбому "Windows" був представлений у фінальному епізоді першого сезону оригінального серіалу Netflix 13 Reasons Why у 2017 році.
Третій студійний альбом Олсен My Woman випущений 2 вересня 2016 року та схвально оцінений критиками.

### 2019–2021:All Mirrors, Whole New Mess, іSongs of the Lark and Other Far Memories
Четвертий студійний альбом Олсен All Mirrors випущений 4 жовтня 2019 року та отримав схвалення критиків.
28 серпня 2020 року Олсен випустила п'ятий студійний альбом Whole New Mess через Jagjaguwar. Він містить треки з All Mirrors, аранжовані в більш інтимному стилі.
30 березня 2021 року Олсен оголосила про спеціальне видання Songs of the Lark and Other Far Memories, яке містить її попередні два альбоми All Mirrors і Whole New Mess разом із демо, реміксами та каверами, що закриває цю главу її кар'єри. У 2020 році Олсен випустила кілька реміксів популярних релізів. 9 квітня 2020 року Олсен випустила ремікс на «All Mirrors» з альбому All Mirrors, створеного Джонні Джевелом з Chromatics. 3 червня 2020 року Олсен випустила ремікс на "New Love Cassette" з альбому All Mirrors, спродюсований Марком Ронсоном, з яким вона співпрацювала над піснею Ронсона "True Blue".
У 2020 році Олсен працювала над кавер-версією «Mr. Lonely», оригінально написаної Боббі Вінтоном, для фільму «Каджільйонер» режисера Міранди Джул. Олсен співпрацювала з кінокомпозитором Емілем Моссері над ковером, випущеним 16 вересня 2020 року і включеним у саундтрек. 20 травня 2021 року Олсен випустила сингл з Шерон Ван Еттен «Like I Used To», спродюсований Джоном Конглтоном. 

### 2021–дотепер:AislesіBig Time
20 серпня 2021 року Олсен випустила четверту EP Aisles, що складається з п'яти кавер-версій популярних пісень 1980-х років. 
У 2021 році вона також отримала нагороду Libera Awards як найкращий фолк/блюграсс запис 2021 року за альбом Whole New Mess від Американської асоціації незалежної музики (A2IM).
29 березня 2022 року Олсен анонсувала шостий студійний альбом Big Time, який планується випустити 3 червня. Альбому передував головний сингл «All the Good Times».

## Дискографія

### Студійні альбоми
- Half Way Home (2012)
- Burn Your Fire for No Witness (2014)
- My Woman (2016)
- All Mirrors (2019)
- Whole New Mess (2020)
- Big Time (2022)

### Збірки
- Phases (2017)
- Song of the Lark and Other Far Memories (2021)

### EP
- Strange Cacti (2010)
- Lady of the Waterpark (2010)
- Sleepwalker (2013)
- Aisles (2021)
- Forever Means (2023)

## Примітка
1. ↑  ČSFD — 2001.
2. ↑  Angel Olsen (New band of the day No 1,676). the Guardian (англ.). 13 січня 2014. Архів оригіналу за 11 квітня 2022. Процитовано 11 квітня 2022.
3. ↑  Angel Olsen Playlist - Adding Some Glam To The Gloom. NME (брит.). 22 січня 2014. Архів оригіналу за 11 квітня 2022. Процитовано 11 квітня 2022.
4. ↑  Nast, Condé (11 грудня 2019). The Best Rock Albums of 2019. Pitchfork (амер.). Архів оригіналу за 9 травня 2020. Процитовано 11 квітня 2022.
5. ↑  Angel Olsen Will Be Heard. SPIN (амер.). Архів оригіналу за 11 квітня 2022. Процитовано 11 квітня 2022.
6. ↑  Angel Olsen: 'I had to learn someone else's songs. Now I teach people my material'. the Guardian (англ.). 30 березня 2014. Архів оригіналу за 11 квітня 2022. Процитовано 11 квітня 2022.
7. ↑  PearShaped Magazine Archive | Angel Olsen. pearshapedarchive.com. Архів оригіналу за 27 березня 2022. Процитовано 11 квітня 2022.
8. ↑  Strange Cacti 12 EP | Bathetic Records. web.archive.org. 21 лютого 2014. Архів оригіналу за 21 лютого 2014. Процитовано 11 квітня 2022.
9. ↑  Half Way Home | Bathetic Records. web.archive.org. 21 лютого 2014. Архів оригіналу за 21 лютого 2014. Процитовано 11 квітня 2022.
10. ↑  Tim Kinsella Featuring Angel Olsen - Sings The Songs Of Marvin Tate By Leroy Bach (рос.), архів оригіналу за 11 квітня 2022, процитовано 11 квітня 2022
11. ↑  Jagjaguwar | Angel Olsen (амер.). Архів оригіналу за 7 березня 2022. Процитовано 11 квітня 2022.
12. ↑  Nast, Condé. Angel Olsen: Burn Your Fire for No Witness. Pitchfork (амер.). Архів оригіналу за 11 квітня 2022. Процитовано 11 квітня 2022.
13. ↑  Ugwu, Reggie; Ugwu, Reggie (13 лютого 2014). Angel Olsen Breaks Down Her Smoldering New Jagjaguwar Debut. Billboard (амер.). Архів оригіналу за 11 квітня 2022. Процитовано 11 квітня 2022.
14. ↑  Burn Your Fire for No Witness - Angel Olsen | Songs, Reviews, Credits | AllMusic (англ.), архів оригіналу за 11 квітня 2022, процитовано 11 квітня 2022
15. ↑  Nast, Condé (6 червня 2016). Angel Olsen Announces New Album My Woman. Pitchfork (амер.). Архів оригіналу за 11 квітня 2022. Процитовано 11 квітня 2022.
16. 1 2  Album Review: Angel Olsen - My Woman. Consequence (амер.). 31 серпня 2016. Архів оригіналу за 11 квітня 2022. Процитовано 11 квітня 2022.
17. ↑  Nast, Condé. Angel Olsen: My Woman. Pitchfork (амер.). Архів оригіналу за 11 квітня 2022. Процитовано 11 квітня 2022.
18. ↑  Nast, Condé. Angel Olsen: All Mirrors. Pitchfork (амер.). Архів оригіналу за 12 жовтня 2021. Процитовано 11 квітня 2022.
19. ↑  Most psychedelic sensory overload music videos on Youtube. Happy Mag (амер.). 5 жовтня 2019. Архів оригіналу за 20 жовтня 2021. Процитовано 11 квітня 2022.
20. ↑  Angel Olsen. Angel Olsen (англ.). Архів оригіналу за 12 квітня 2022. Процитовано 11 квітня 2022.
21. ↑  Nast, Condé (9 квітня 2020). Angel Olsen Shares New Johnny Jewel Remix, Announces Benefit Livestream. Pitchfork (амер.). Архів оригіналу за 11 квітня 2022. Процитовано 11 квітня 2022.
22. ↑  Nast, Condé (18 червня 2020). Mark Ronson Remixes Angel Olsen’s “New Love Cassette”. Pitchfork (амер.). Архів оригіналу за 11 квітня 2022. Процитовано 11 квітня 2022.
23. ↑  Nast, Condé (16 вересня 2020). Angel Olsen Covers “Mr. Lonely”. Pitchfork (амер.). Архів оригіналу за 11 квітня 2022. Процитовано 11 квітня 2022.
24. ↑  Shaffer, Claire; Shaffer, Claire (20 травня 2021). Sharon Van Etten, Angel Olsen Share New Song 'Like I Used To'. Rolling Stone (амер.). Архів оригіналу за 11 квітня 2022. Процитовано 11 квітня 2022.
25. ↑  Nast, Condé (8 липня 2021). Angel Olsen Announces New EP Aisles, Shares Cover of Laura Branigan’s “Gloria”. Pitchfork (амер.). Архів оригіналу за 29 січня 2022. Процитовано 11 квітня 2022.
26. ↑  Nast, Condé. Angel Olsen: Aisles EP. Pitchfork (амер.). Архів оригіналу за 11 квітня 2022. Процитовано 11 квітня 2022.
27. ↑  2021 Winners. Libera Awards (амер.). Процитовано 11 квітня 2022.{{cite web}}:  Обслуговування CS1: Сторінки з параметром url-status, але без параметра archive-url (посилання)